# Europamästerskapet i inline-skaterhockey
Europamästerskapet i inline-skaterhockey är en mästerskapstävling i inline-skaterhockey som anordnas av International Inline-Skaterhockey Federation. 
Det första europamästerskapet i inline-skaterhockey spelades 1997 i Kaarst i Tyskland. Det finns mästerskap för herrar och ungdomar (U18). Åren 1997 - 2009 spelades turneringen också för damer.

## Europamästerskapet i inline-skaterhockey för herrar 1997–2014
| Årtal | Värdnation     | Värdort                    | Guldmedalj     | Silvermedalj   | Bronsmedalj    | Anmärkningar         |
| ----- | -------------- | -------------------------- | -------------- | -------------- | -------------- | -------------------- |
| 1997  | Tyskland       | Kaarst                     | Storbritannien | Tyskland       | Schweiz        | Första EM för herrar |
| 1998  | Danmark        | Köpenhamn                  | Danmark        | Tyskland       |                | Ingen tredje plats   |
| 1999  | Tyskland       | Iserlohn                   | Tyskland       | Danmark        |                | Ingen tredje plats   |
| 2000  | Storbritannien | Brighton                   | Tyskland       | Danmark        |                | Ingen tredje plats   |
| 2001  | Danmark        | Köpenhamn                  | Danmark        | Schweiz        | Tyskland       |                      |
| 2002  | Schweiz        | Bussy                      | Schweiz        | Tyskland       | Danmark        |                      |
| 2003  | Storbritannien | Doncaster                  | Tyskland       | Schweiz        | Danmark        |                      |
| 2004  | Storbritannien | Torquay                    | Schweiz        | Tyskland       | Danmark        |                      |
| 2005  | Tyskland       | Kaarst                     | Tyskland       | Schweiz        | Danmark        |                      |
| 2006  | Schweiz        | Lugano                     | Tyskland       | Schweiz        | Österrike      |                      |
| 2007  | Österrike      | Steindorf am Ossiacher See | Schweiz        | Tyskland       | Storbritannien |                      |
| 2008  | Österrike      | Stegersbach                | Tyskland       | Storbritannien | Schweiz        |                      |
| 2009  | Schweiz        | Lugano                     | Schweiz        | Danmark        | Storbritannien |                      |
| 2010  | Schweiz        | Lugano                     | Danmark        | Schweiz        | Tyskland       |                      |
| 2011  | Österrike      | Stegersbach                | Tyskland       | Storbritannien | Danmark        |                      |
| 2012  | Schweiz        | Givisiez                   | Schweiz        | Storbritannien | Danmark        |                      |
| 2013  | Danmark        | Rødovre kommun             | Tyskland       | Schweiz        | Danmark        |                      |
| 2014  | Tyskland       | Kaarst                     | Tyskland       | Danmark        | Schweiz        |                      |

### Herrarnas medaljligan
| Nr | Nation         | Guld | Silver | Brons | Totalt |
| -- | -------------- | ---- | ------ | ----- | ------ |
| 1  | Tyskland       | 9    | 5      | 2     | 16     |
| 2  | Schweiz        | 5    | 6      | 3     | 14     |
| 3  | Danmark        | 3    | 4      | 7     | 14     |
| 4  | Storbritannien | 1    | 3      | 2     | 6      |
| 5  | Österrike      | 0    | 0      | 1     | 1      |

## Europamästerskapet i inline-skaterhockey för damer 1997–2009
| Årtal | Värdnation    | Värdort                    | Guldmedalj | Silvermedalj | Bronsmedalj    | Anmärkningar       |
| ----- | ------------- | -------------------------- | ---------- | ------------ | -------------- | ------------------ |
| 1997  | Tyskland      | Kaarst                     | Tyskland   | Danmark      | Schweiz        | Damernas första EM |
| 1998  | Danmark       | Köpenhamn                  | Tyskland   | Danmark      |                | Ingen tredje plats |
| 1999  |               |                            |            |              |                | Ingen EM           |
| 2000  | Danmark       | Köpenhamn                  | Tyskland   | Danmark      |                | Ingen tredje plats |
| 2001  | Tyskland      | Menden                     | Tyskland   | Danmark      | Schweiz        |                    |
| 2002  | Nederländerna | Kerkdriel                  | Tyskland   | Schweiz      | Danmark        |                    |
| 2003  | Tyskland      | Essen                      | Tyskland   | Danmark      |                | Ingen tredje plats |
| 2004  | Tyskland      | Essen                      | Danmark    | Tyskland     | Storbritannien |                    |
| 2005  |               |                            |            |              |                | Ingen EM           |
| 2006  |               |                            |            |              |                | Ingen EM           |
| 2007  | Österrike     | Steindorf am Ossiacher See | Tyskland   | Schweiz      | Österrike      |                    |
| 2008  | Danmark       | Århus                      | Danmark    | Tyskland     | Schweiz        |                    |
| 2009  | Österrike     | Stegersbach                | Tyskland   | Österrike    | Danmark        |                    |

### Damernas medaljligan
| Nr | Nation         | Guld | Silver | Brons | Totalt |
| -- | -------------- | ---- | ------ | ----- | ------ |
| 1  | Tyskland       | 8    | 2      | 0     | 10     |
| 2  | Danmark        | 2    | 5      | 2     | 9      |
| 3  | Schweiz        | 0    | 2      | 3     | 5      |
| 4  | Österrike      | 0    | 1      | 1     | 2      |
| 5  | Storbritannien | 0    | 0      | 1     | 1      |

## Europamästerskapet i inline-skaterhockey för U18 1997–2014
| Årtal | Värdnation     | Värdort      | Guldmedalj     | Silvermedalj   | Bronsmedalj    | Anmärkningar       |
| ----- | -------------- | ------------ | -------------- | -------------- | -------------- | ------------------ |
| 1997  | Tyskland       | Kaarst       | Tyskland       | Storbritannien |                | Första EM för U18  |
| 1998  |                |              |                |                |                | Ingen EM           |
| 1999  |                |              | Danmark        | Tyskland       |                | Ingen tredje plats |
| 2000  | Storbritannien | Brighton     | Tyskland       | Storbritannien |                | Ingen tredje plats |
| 2001  | Nederländerna  | Valkenswaard | Storbritannien | Danmark        |                | Ingen tredje plats |
| 2002  | Schweiz        | Bussy        | Schweiz        | Danmark        | Storbritannien |                    |
| 2003  | Storbritannien | Doncaster    | Schweiz        | Tyskland       | Storbritannien |                    |
| 2004  | Storbritannien | Torquay      | Tyskland       | Schweiz        | Danmark        |                    |
| 2005  | Tyskland       | Kaarst       | Tyskland       | Schweiz        | Storbritannien |                    |
| 2006  | Schweiz        | Lugano       | Tyskland       | Storbritannien | Schweiz        |                    |
| 2007  | Schweiz        | Lugano       | Tyskland       | Schweiz        | Storbritannien |                    |
| 2008  | Tyskland       | Krefeld      | Schweiz        | Tyskland       | Storbritannien |                    |
| 2009  | Österrike      | Stegersbach  | Tyskland       | Schweiz        | Storbritannien |                    |
| 2010  | Tyskland       | Iserlohn     | Tyskland       | Storbritannien | Schweiz        |                    |
| 2011  | Nederländerna  | Zaandam      | Tyskland       | Schweiz        | Österrike      |                    |
| 2012  | Danmark        | Århus        | Tyskland       | Schweiz        | Storbritannien |                    |
| 2013  | Tyskland       | Düsseldorf   | Tyskland       | Schweiz        | Storbritannien |                    |
| 2014  | Österrike      | Stegersbach  | Tyskland       | Schweiz        | Österrike      |                    |
| 2015  | Kroatien       | Delnice      |                |                |                |                    |

### U18s medaljligan
| Nr | Nation         | Guld | Silver | Brons | Totalt |
| -- | -------------- | ---- | ------ | ----- | ------ |
| 1  | Tyskland       | 12   | 3      | 0     | 15     |
| 2  | Schweiz        | 3    | 8      | 2     | 13     |
| 3  | Storbritannien | 1    | 4      | 8     | 13     |
| 4  | Danmark        | 1    | 2      | 1     | 4      |
| 5  | Österrike      | 0    | 0      | 2     | 2      |